# Harmothoe juvenalis
Harmothoe juvenalis är en ringmaskart som beskrevs av Hartmann-Schröder 1962. Harmothoe juvenalis ingår i släktet Harmothoe och familjen Polynoidae. Inga underarter finns listade i Catalogue of Life.